# 国道185号

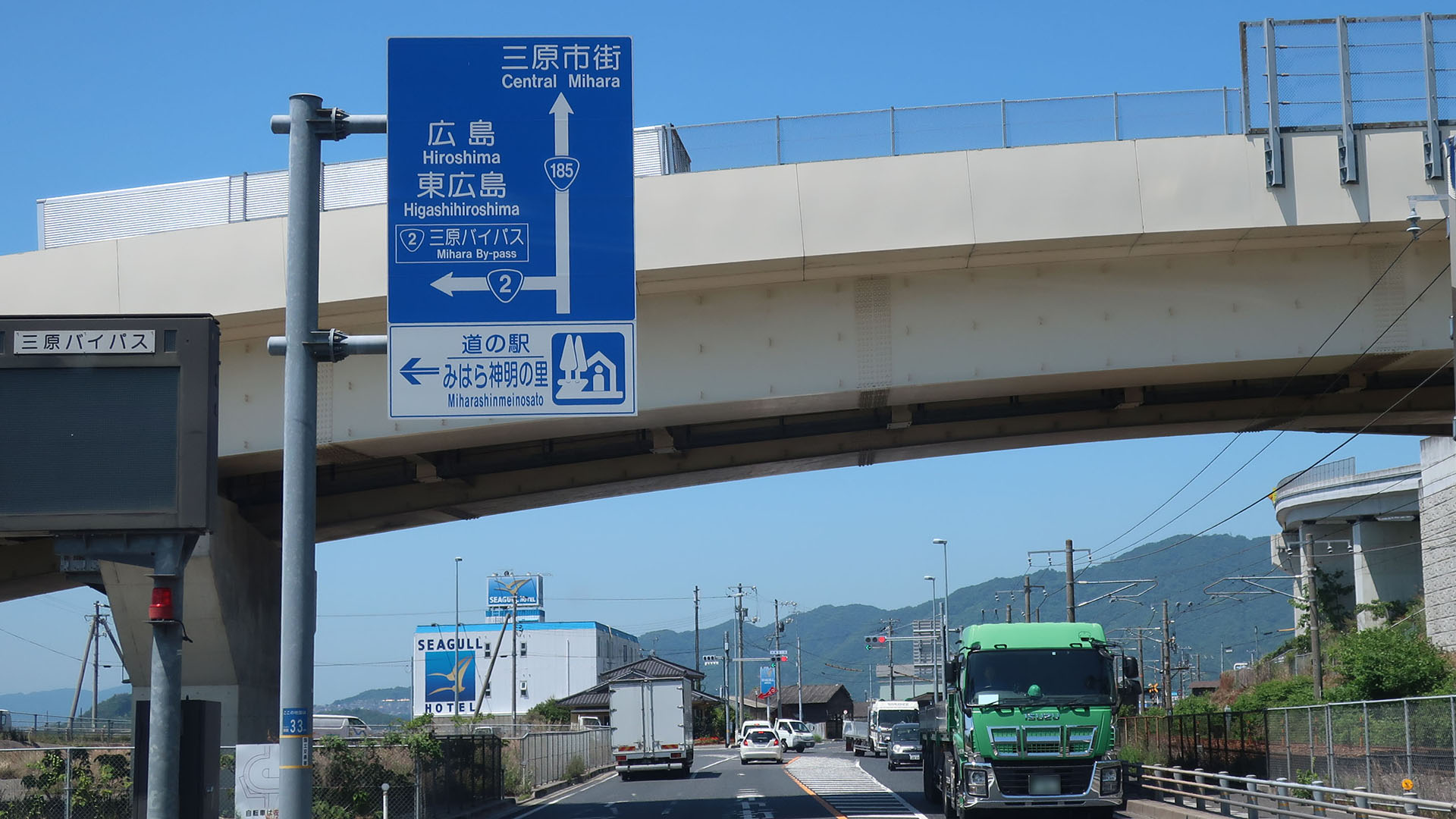
国道185号 終点
広島県三原市 糸崎8丁目交差点

国道185号（こくどう185ごう）は、広島県呉市から三原市に至る一般国道である。

## 概要

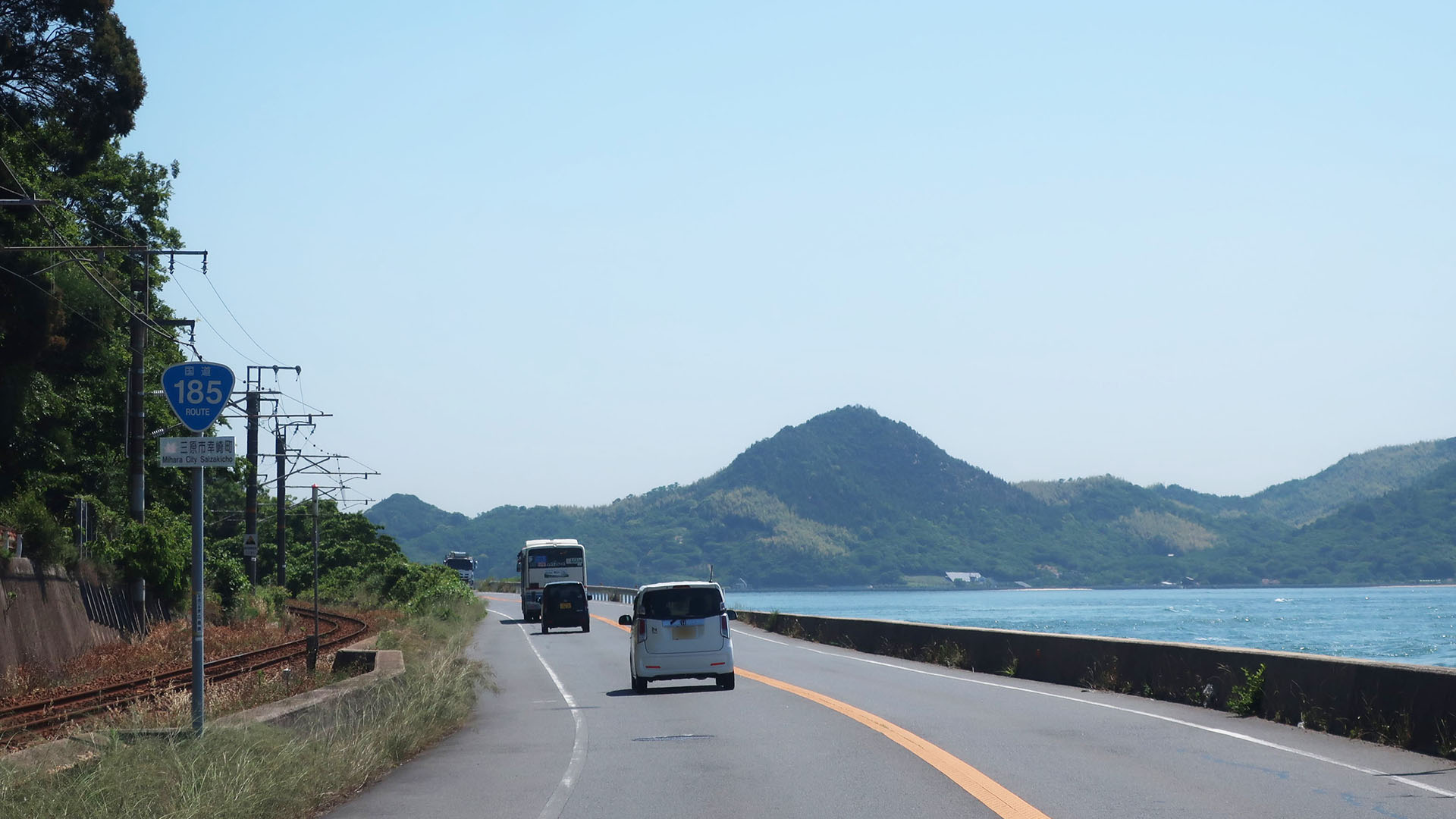
広島県三原市幸崎町
（2020年6月撮影）

起点の呉市から、瀬戸内海沿岸を通行し、終点の三原市に至る路線で、島々を眺めながらの快走路である。また、呉市を終点としている国道31号と併せて、県都広島市と三原市を結んでおり、国道2号の南側を通行し、その役割を補完している。
なお、ほぼ全線において、JR西日本呉線と並走している。

### 路線データ
一般国道の路線を指定する政令に基づく起終点および重要な経過地は次のとおり。
- 起点：呉市（呉市本通二丁目1番15、本通二丁目交差点 = 国道31号終点、国道487号起点）[3]
- 終点：三原市（糸崎八丁目交差点 = 国道2号交点）
- 重要な経過地：広島県豊田郡安芸津町[注釈 2]、竹原市（竹原町）
- 総延長 : 76.8 km（重用延長を含む。）[4][注釈 3]
- 重用延長 : 0.0 km[4][注釈 3]
- 未供用延長 : なし[4][注釈 3]
- 実延長 : 76.8 km[4][注釈 3]
  - 現道 : 75.2 km[4][注釈 3]
  - 旧道 : なし[4][注釈 3]
  - 新道 : 1.6 km[4][注釈 3]
- 指定区間：呉市本通二丁目1番15 - 竹原市忠海東町四丁目418番7[5]（起点 - 二窓バス停付近）

## 歴史
太平洋戦争前から現在の休山新道と同様のトンネル掘削計画があった。

### 年表
- 1953年（昭和28年）5月18日 - 二級国道185号呉三原線（呉市 - 三原市）として指定施行[6]。
- 1965年（昭和40年）4月1日 - 道路法改正により一級・二級区分が廃止されて一般国道185号として指定施行[2]。
- 1988年（昭和63年）7月19日 - 豊田郡安浦町内の晴海大橋を含むバイパスが完成[7]
- 2016年（平成28年）
  - 1月14日 - 広島県告示第15号により三原市における区間[注釈 4]の路線延伸[8]。
  - 4月1日 - 国道2号三原バイパスの旧道の東側6.6 kmが当路線に移管されたため、終点が三原警察署入口交差点から糸崎8丁目交差点まで延伸される。
- 2019年（平成31年）3月10日 - 休山改良が4車線化[9]。

## 路線状況

### 通称
休山新道

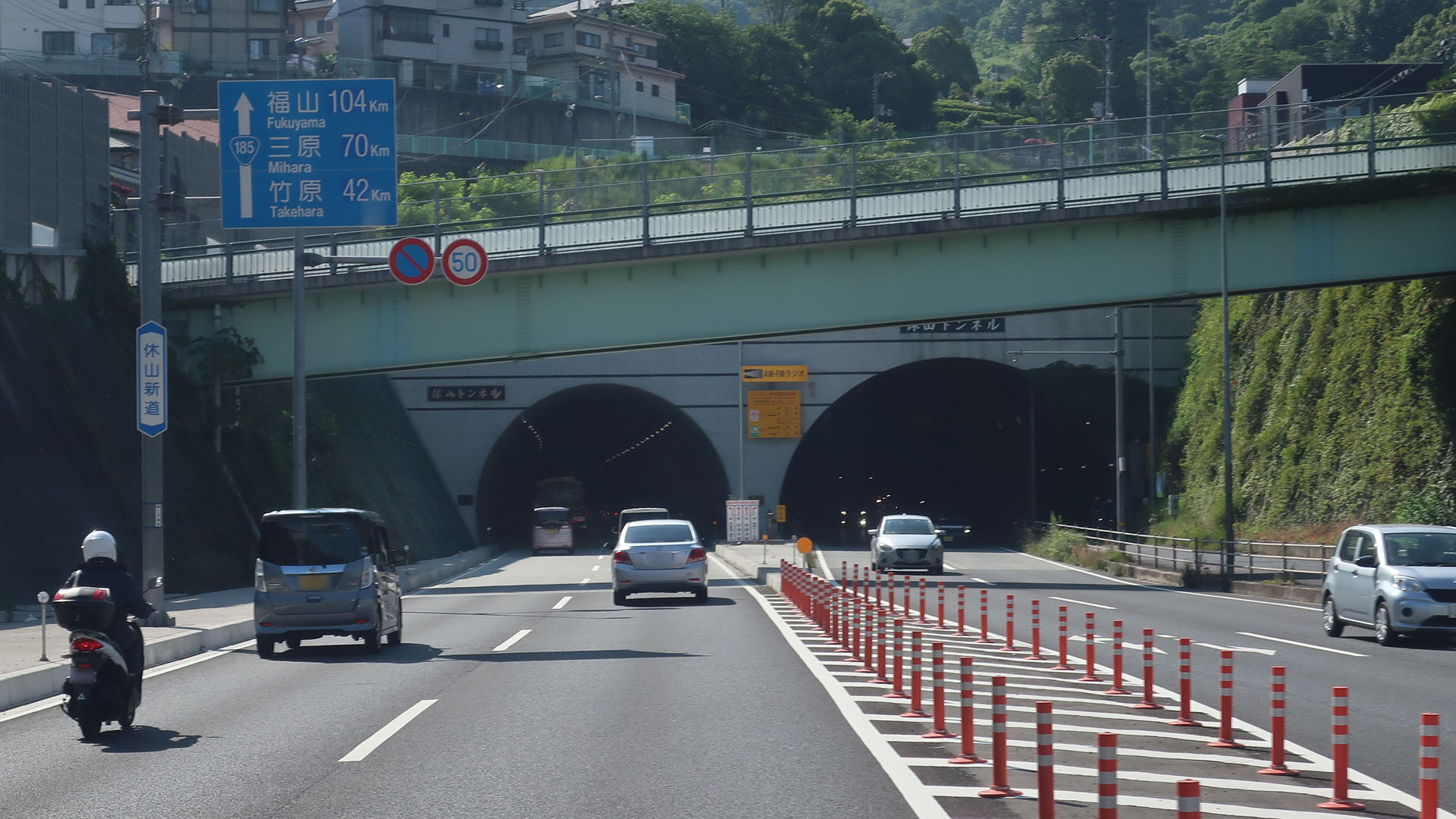
休山新道（休山トンネル付近）
広島県呉市長迫町

休山新道（やすみやましんどう）は、呉市本通六丁目から同市阿賀中央六丁目に至るバイパス道路として建設された延長2.6 kmの区間である。2002年（平成14年）3月21日に暫定2車線で供用を開始した。
同区間は呉市の中心部と阿賀・広地区を結ぶ経路として機能し、旧道においても4車線の道路へ整備されているが、大正期までは細く険しい道が続いていた。昭和期に入るとトンネル掘削による新道建設が計画され、内務省（当時）によって1942年（昭和17年）に国道特27号として事業着手し、実際に阿賀側から150 mを掘り進めたが、太平洋戦争の戦況悪化を理由に1944年（昭和19年）に工事は凍結された。
戦後になると、国道185号から阿賀側の坑口に続く道には阿賀商店街が形成され、坑口はフェンスで封鎖したうえで周辺の空地はこの地区の地名から田中町遊園地と命名された公園として長らく地元住民に開放されていた。一方の呉越峠では道路拡幅によって4車線を確保するも、1日あたり48,000台（1999年）という交通量かつカーブの多い急勾配な道路状況ゆえに慢性的な渋滞や交通事故が多発しており、渋滞損失は年間約95億円という試算結果が示すように、経済活動や住民生活に大きな支障を及ぼしていた。
戦前に中止されてから長らく新道建設の再開はなされてこなかったが、契機となったのは工事再開を求める運動の起きた1985年（昭和60年）のことである。翌年の1986年（昭和61年）に建設省（当時）が事業採択し、1987年（昭和62年）3月には都市計画決定と事業着手、1989年（平成元年）に用地着手と続いた。道路用地に展開していた阿賀商店街の代替移転先としてあがプラザを1992年（平成4年）10月に開業させ、1994年（平成6年）には長迫（中心部）側から取付道路の着工に至った。
休山新道最大の構造物である延長 1.7 km の休山トンネルは1996年（平成8年）10月に工事着手し、長迫、阿賀の両側から掘削していったが、都市部の山として、周囲に密集する住宅地の住環境への配慮や水道管をはじめとしたライフラインの存在による慎重な作業が求められたため、工事は難航した。また、両坑口周辺の住宅の空気環境を考慮して換気用の立坑を設置しており、掘削には工期、安全性、施工性、経済性に優れるレイズボーラー工法を採用した。トンネルは2000年（平成12年）9月に貫通し、幾多の難工事も工期は2001年度（平成13年度）の当初予定から遅れず、2002年（平成14年）3月21日に暫定供用の運びとなった。
休山新道開通後は、呉越峠と休山新道全体の交通量のうち約7割にあたる約40,000台が休山新道を利用しており、想定を超えた交通量が排気ガスや騒音によって歩道の環境に悪影響を及ぼしていたことから、市民の要望に応えて透明なガラス製の歩車道分離壁を2004年（平成16年）8月に完成させ、歩道は「休山悠路」と命名された。また、想定を超えた交通量は新たな交通集中による渋滞の発生源となっており、2009年（平成21年）11月に開催された中国地方整備局事業評価監視委員会では事業継続が妥当とされ、4車線化されることが決定した。呉市議会議員や呉市民からも完成4車線の早期着工を求める声が寄せられ、2015年（平成27年）1月10日には4車線化工事の起工式が行われた。2019年（平成31年）3月10日に4車線化された。
新道と旧道との関係では、長迫側は本通六丁目交番（南）交差点が休山トンネル西口と改称、阿賀側は阿賀消防署前交差点と阿賀中央三丁目交差点が廃止されて三原方面と直進関係になる休山トンネル東口交差点が新設された。呉越峠経由の旧道は、休山トンネル西口交差点から西畑交差点までは広島県道174号瀬野呉線に編入され、同交差点から休山トンネル東口までは呉市道阿賀中央西畑線になった。
安浦バイパス
安浦バイパス（やすうらバイパス）は、呉市安浦町大字中切から同市安浦町大字三津口にバイパス道路として建設された延長 3.9 kmの区間である。豊田郡安浦町（当時）の中心部を通過していた旧道は歩道未設置箇所が存在し、幅員も狭小であったため、安全性向上と通過交通対策の一環として既設の道路拡幅と併せてバイパス道路を建設した。1988年（昭和63年）に既設道路の拡幅区間にあたる終点側の 0.5 kmで供用を開始し、1998年（平成10年）8月5日に残りのバイパス区間 2.6 kmの供用開始をもって完成供用した。

### バイパス
仁方バイパス
調査中（未開通）
安芸津バイパス
安芸津バイパス（あきつバイパス）は、東広島市安芸津町風早から竹原市吉名町八代谷に至る計画延長6.1 kmのバイパス道路である。1999年（平成11年）3月23日に都市計画決定し、当初は完成4車線として計画されていたが、2009年度（平成21年度）に完成2車線に変更のうえで事業継続されることとなった。3区間に分割して事業を進めており、中央の区間にあたる広島県道32号安芸津下三永線から東広島市道上条浜田線までの 1.5 km は2009年（平成21年）3月29日に供用を開始した。

### 道路施設

#### 橋梁
- 広大橋（黒瀬川、呉市）
- 二級橋（三坂地川、呉市）
- 新宮橋（江の川、呉市）
- 鍛冶屋橋（中切川、呉市）
- 中切橋（中切川、呉市）
- 晴海大橋（野呂川、呉市）
- 子の浦橋（子之浦川、呉市）
- 向條橋（小久保川、東広島市）
- 高野橋（高野川、東広島市）
- 蓼原（たではら）橋（蛇道川、東広島市）
- 宮崎橋（東広島市）
- 三津大橋（三津大川、東広島市）
- 雲下橋（上条川、東広島市）
- 木谷橋（木谷郷川、東広島市）
- 郷橋（郷川、竹原市）
- 本渡橋（賀茂川、竹原市）
- 新港橋（本川、竹原市）
- 曙橋（南紺屋谷川、竹原市）
- 仮屋谷橋（仮屋谷川、竹原市）
- 高崎橋（内浜川、竹原市）
- 大乗橋（大乗川、竹原市）
- 東川橋（東川、竹原市）
- 明神橋（明神川、竹原市）
- 植松橋（植松谷川、竹原市）
- 城見橋（大砂川、竹原市）
- 興亜橋（竹原市）
- 栄橋（畑岡川、三原市）
- 三原大橋（天井川・沼田川、三原市）
- 臥龍（がりゅう）橋（西野川、三原市）
- 湧原橋（和久原川、三原市）
- 古浜橋（古浜入川、三原市）

#### トンネル

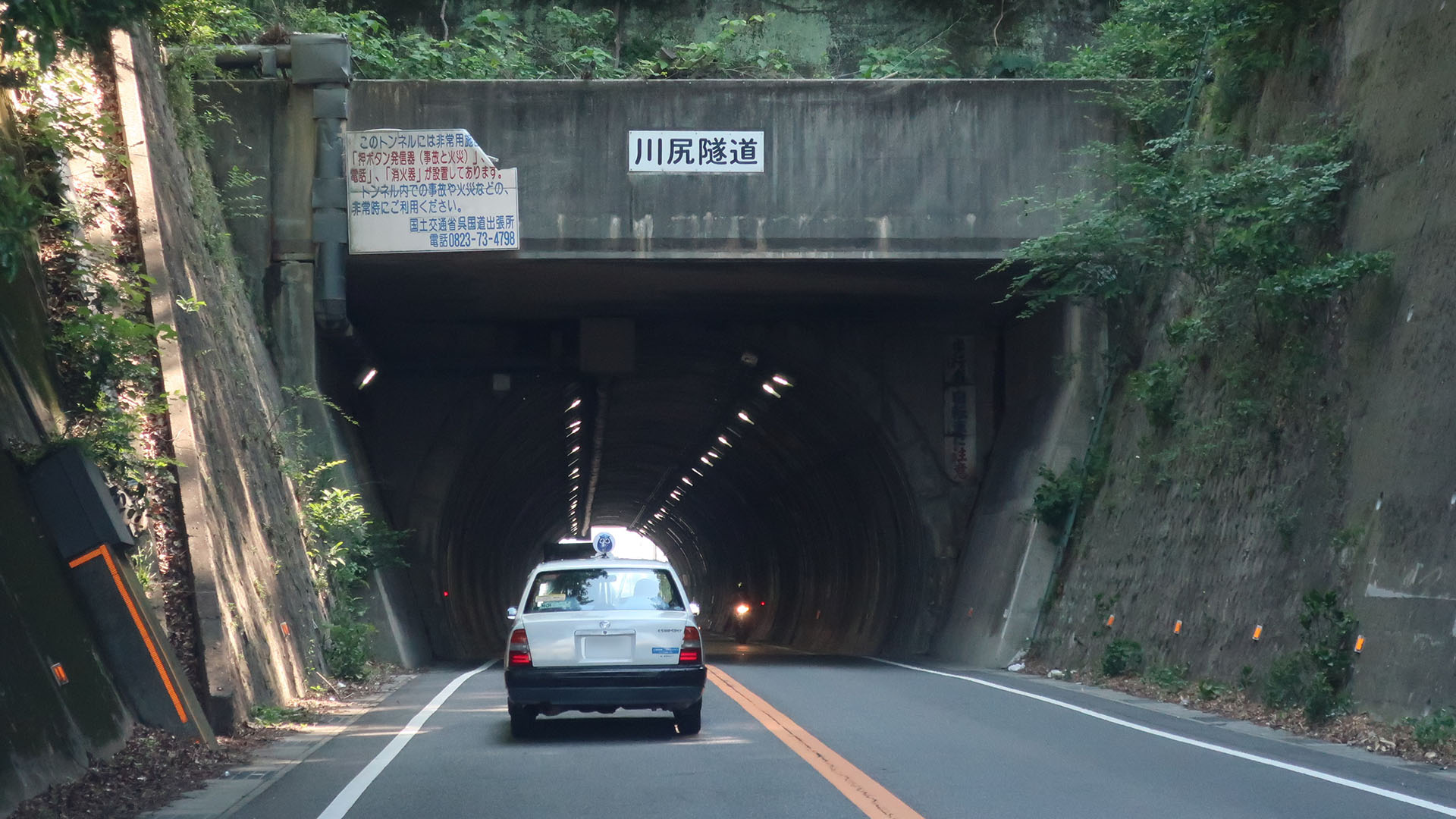
川尻隧道
広島県呉市川尻町小仁方

- 休山トンネル：延長1,706 m、2002年（平成14年）竣工、呉市
- 仁方トンネル：延長438 m、1968年（昭和43年）竣工、呉市
- 仁方第2トンネル：延長438 m、1977年（昭和52年）竣工、呉市
- 川尻隧道：延長155 m、1958年（昭和33年）竣工、呉市
- 黒地トンネル：延長118 m、1980年（昭和55年）竣工、呉市 - 東広島市
- 鎌倉トンネル：延長565 m、2009年（平成21年）竣工、東広島市（安芸津バイパス区間）
- 木谷隧道：延長138 m、1966年（昭和41年）竣工、東広島市

#### 道の駅
- たけはら（竹原市）

### 交通量
平日24時間交通量（台）道路交通センサス
| 観測地点                 | 平成17（2005）年度 |
| ------------------------ | ------------------ |
| 呉市本通4丁目            | 28,408             |
| 呉市阿賀中央2丁目        | 39,152             |
| 呉市阿賀中央4丁目        | 47,353             |
| 呉市広古新開2丁目        | 41,340             |
| 呉市広白石2丁目          | 27,885             |
| 呉市仁方本町1丁目        | 20,061             |
| 呉市川尻町西1丁目        | 16,016             |
| 呉市安浦町安登向野原     | 14,390             |
| 東広島市安芸津町三津榊山 | 14,962             |
| 竹原市竹原町中央5丁目    | 14,136             |

24時間交通量（台）道路交通センサス
| 観測地点              | 平成22（2010）年度 |
| --------------------- | ------------------ |
| 呉市本通4-7-6         | 23,963             |
| 呉市阿賀中央4丁目     | 43,909             |
| 呉市広古新開2丁目     | 38,402             |
| 呉市広白石2丁目       | 28,771             |
| 呉市安浦町三津口4丁目 | 08,173             |
| 竹原市吉名町          | 10,747             |
| 三原市幸崎町能地      | 04,555             |
| 広島県三原市皆実4丁目 | 13,569             |

（出典：「平成22年度道路交通センサス」（国土交通省ホームページ）より一部データを抜粋して作成）

## 地理

### 通過する自治体
- 広島県
  - 呉市 - 東広島市 - 竹原市 - 三原市

### 交差する道路
| 交差する道路                                                            | 市町村名 | 交差する場所      | 交差する場所                 |
| ----------------------------------------------------------------------- | -------- | ----------------- | ---------------------------- |
| 国道31号 国道487号                                                      | 呉市     | 本通2丁目         | 本通二丁目交差点 / 起点      |
| 広島県道174号瀬野呉線                                                   | 呉市     | 本通6丁目         | 休山トンネル西口交差点       |
| 広島県道66号呉環状線 重複区間起点                                       | 呉市     | 阿賀中央6丁目     | 休山トンネル東口交差点       |
| 広島県道203号安芸阿賀停車場線                                           | 呉市     | 阿賀中央3丁目     | 阿賀駅前交差点               |
| E75 国道375号 / 東広島呉自動車道                                        | 呉市     | 阿賀中央4丁目     | 先小倉交差点 7 阿賀IC        |
| 国道375号 広島県道66号呉環状線 重複区間終点 広島県道279号広仁方停車場線 | 呉市     | 広本町1丁目       | 広交差点                     |
| 広島県道281号広停車場線                                                 | 呉市     | 広中町            | 広駅前交差点                 |
| 広島県道261号仁方港線                                                   | 呉市     | 仁方本町2丁目     | 仁方第二トンネル西口交差点   |
| 安芸灘大橋有料道路                                                      | 呉市     | 川尻町小仁方1丁目 | 安芸灘大橋入口交差点         |
| 広島県道248号野呂山公園線                                               | 呉市     | 川尻町西1丁目     | 野呂山公園入口交差点         |
| 広島県道465号川尻安浦線                                                 | 呉市     | 川尻町東2丁目     | 川尻月の浦交差点             |
| 広島県道204号安登停車場線                                               | 呉市     | 安浦町安登西5丁目 | 安登駅前交差点               |
| 広島県道465号川尻安浦線                                                 | 呉市     | 安浦町水尻1丁目   | 晴海大橋南詰交差点           |
| 広島県道34号矢野安浦線                                                  | 呉市     | 安浦町中央5丁目   | 安浦バイパス東口交差点       |
| 広島県道34号矢野安浦線 / 現道                                           | 呉市     | 安浦町三津口1丁目 | 西三津口交差点               |
| 広島県道206号風早停車場線                                               | 東広島市 | 安芸津町風早      |                              |
| 広島県道353号内海三津線                                                 | 東広島市 | 安芸津町風早      | 金丸交差点                   |
| 広島県道32号安芸津下三永線                                              | 東広島市 | 安芸津町三津      | 榊山交差点                   |
| 広島県道464号竹原吉名線                                                 | 竹原市   | 吉名町            | 吉名駅西入口交差点           |
| 広島県道208号吉名停車場線                                               | 竹原市   | 吉名町            | 吉名交差点                   |
| 国道432号 広島県道246号竹原港線                                         | 竹原市   | 中央4丁目         | 竹原市役所南交差点           |
| 広島県道75号三原竹原線                                                  | 竹原市   | 本町1丁目         | たけはら町並み保存地区交差点 |
| 広島県道209号大乗停車場線                                               | 竹原市   | 高崎町            | 大乗駅（東）交差点           |
| 広島県道59号東広島本郷忠海線                                            | 竹原市   | 忠海中町2丁目     | 忠海駅前交差点               |
| 広島県道210号安芸幸崎停車場線                                           | 三原市   | 幸崎能地3丁目     |                              |
| 広島県道211号須波停車場線                                               | 三原市   | 須波1丁目         |                              |
| 広島県道75号三原竹原線                                                  | 三原市   | 皆実3丁目         | 三原警察署入口交差点         |
| 広島県道25号三原東城線                                                  | 三原市   | 港町1丁目         | 東城分かれ交差点             |
| 広島県道55号尾道三原線                                                  | 三原市   | 城町1丁目         | 城町南交差点                 |
| 広島県道245号糸崎港線                                                   | 三原市   | 糸崎8丁目         | 糸崎神社前交差点             |
| 国道2号                                                                 | 三原市   | 糸崎8丁目         | 糸崎8丁目交差点 / 終点       |

### 交差する鉄道
- 呉線

## ギャラリー

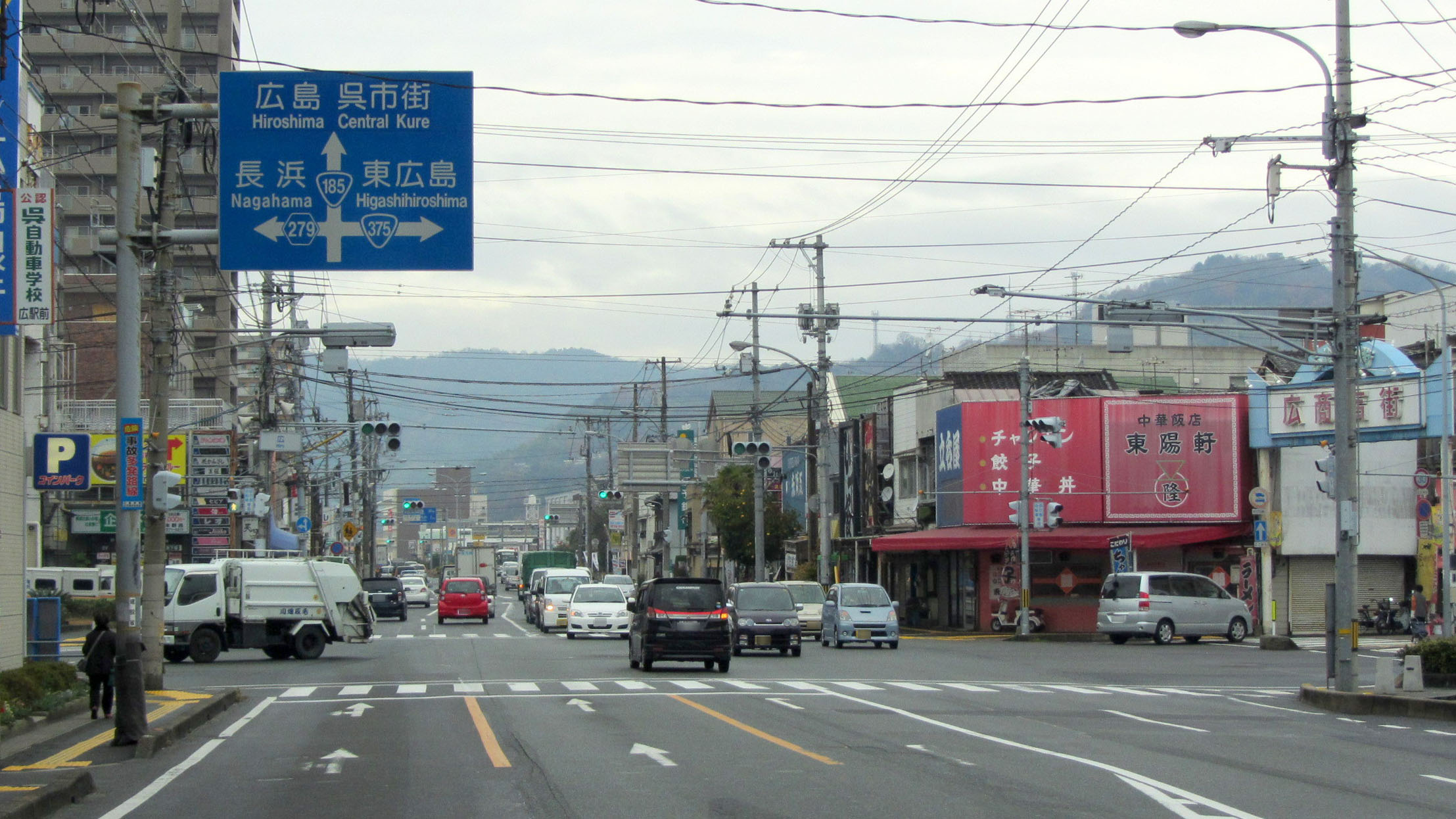
国道375号との分岐 広島県呉市
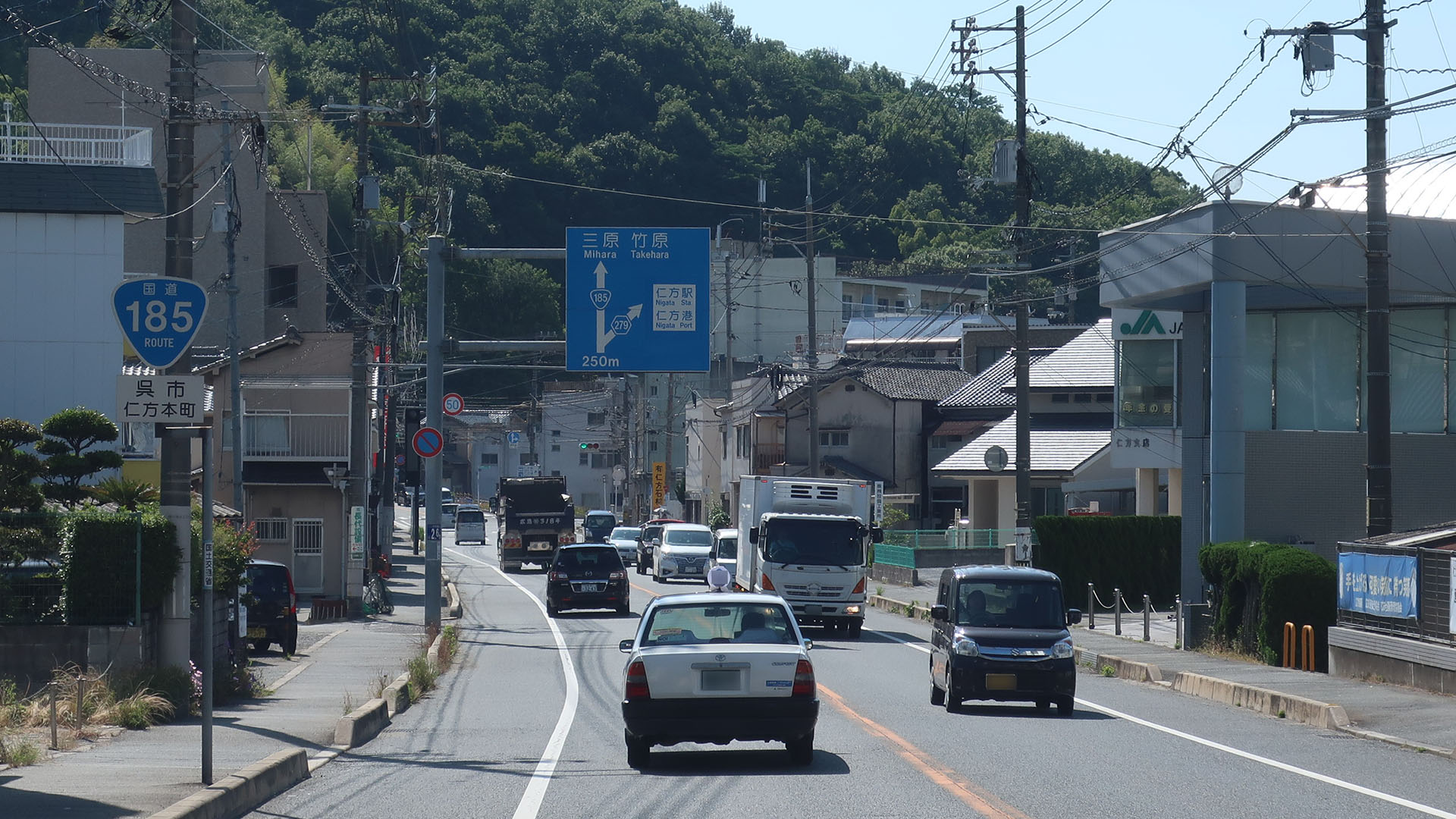
広島県呉市仁方本町
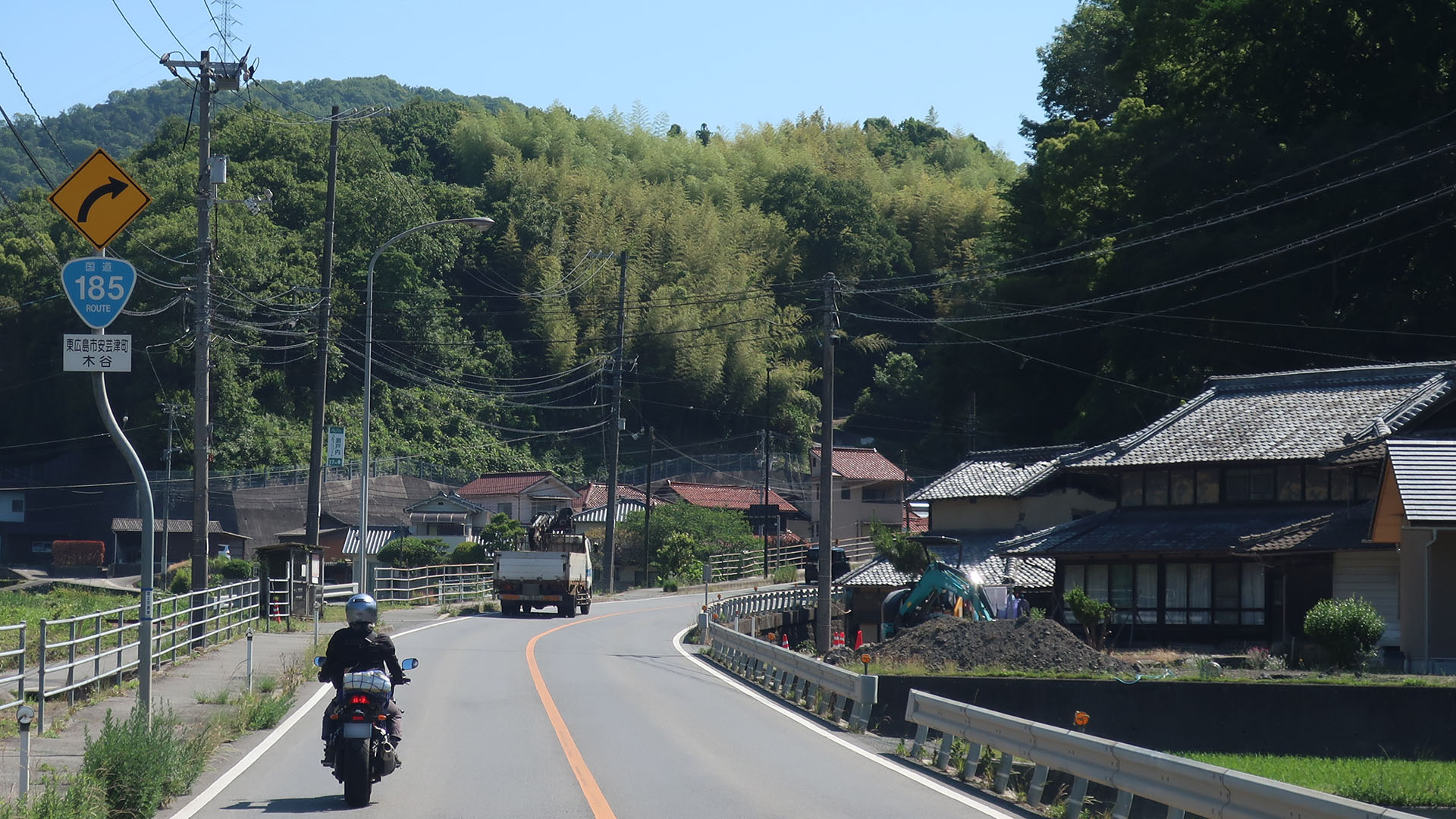
広島県東広島市安芸津町
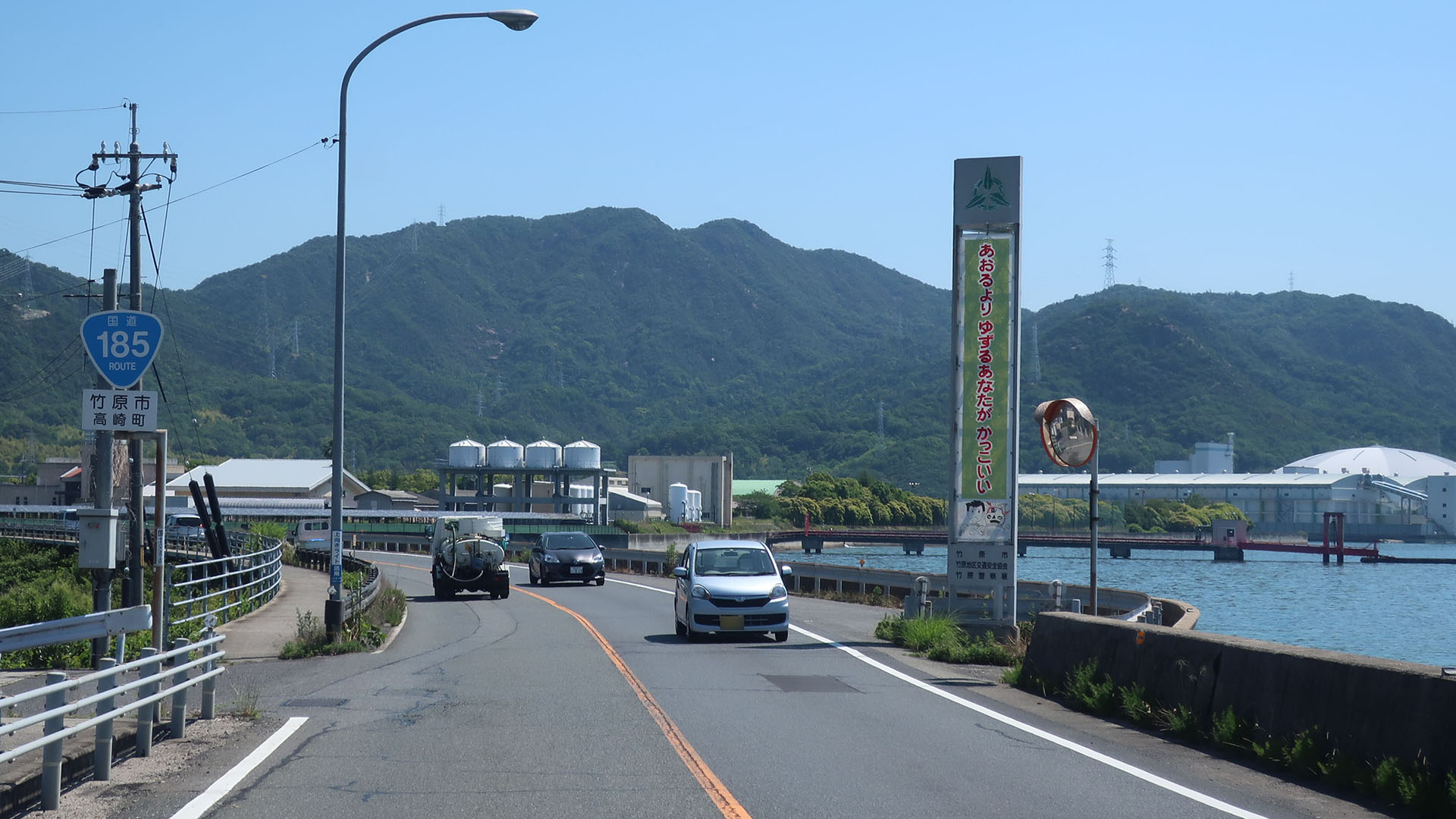
広島県竹原市高崎町
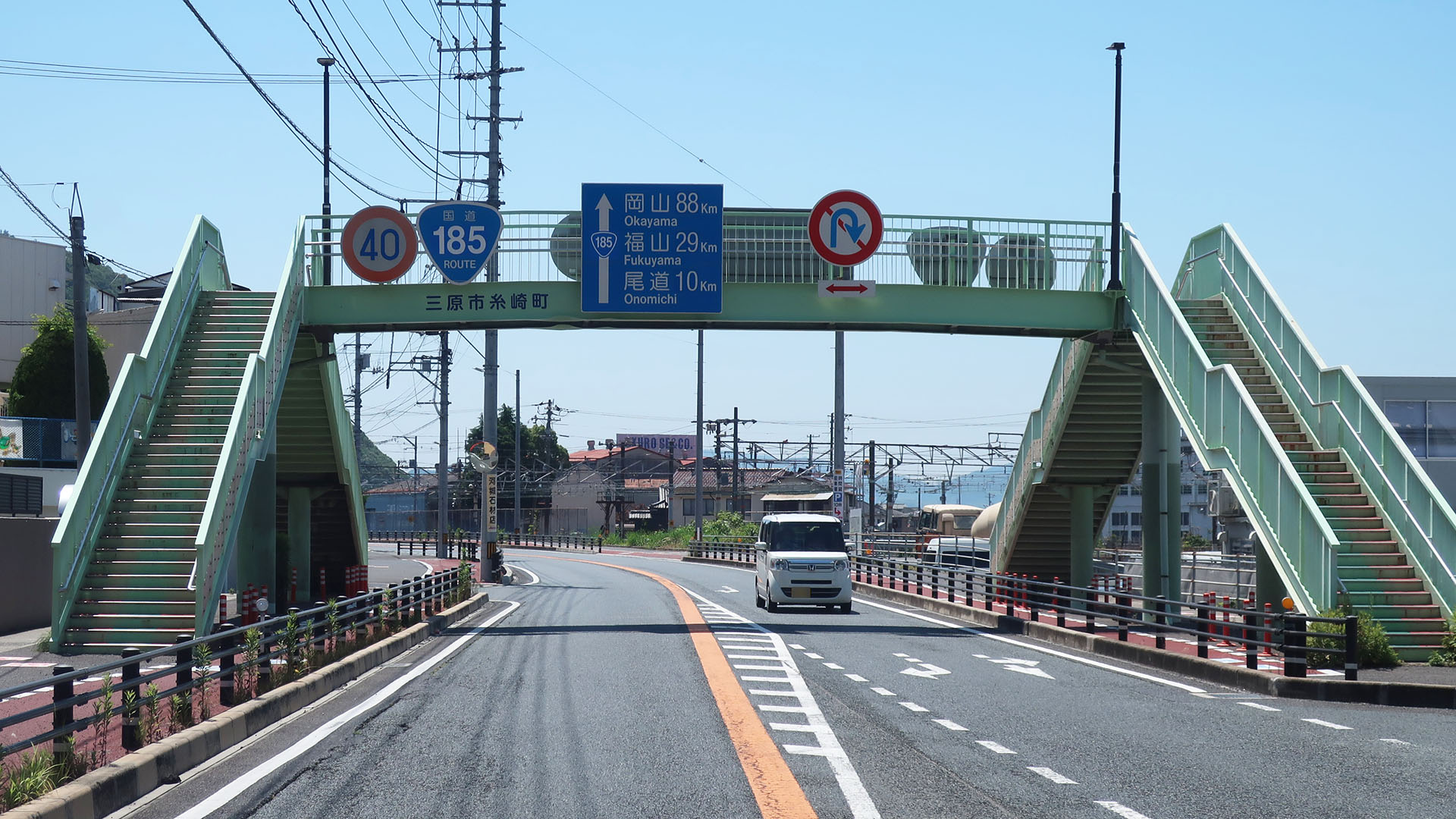
広島県三原市糸崎5丁目